# Kozure Ōkami: Shinikazeni mukau ubaguruma
Kozure Ōkami: Shinikazeni mukau ubaguruma es una película de samuráis de 1972 dirigida por Kenji Misumi y protagonizada por Tomisaburo Wakayama. Está basada en el manga El lobo solitario y su cachorro, siendo la tercera de una serie de seis películas. Su título en inglés es Lone Wolf and Cub: Baby Cart to Hades. En el mercado anglosajón fue además titulada Shogun Assassin 2, como la segunda parte del filme Shogun Assassin.

## Trama
Ogami Ittō (Tomisaburo Wakayama), un ronin que trabajaba como verdugo para el shogunato, viaja a través de Japón en compañía de su hijo Daigoro (Akihiro Tomikawa). En el camino se encuentran con un grupo de mercenarios, que acaban de violar y matar a dos mujeres. Uno de los mercenarios, llamado Kanbei (Go Kato), que había sido samurái tiempo atrás, desafía a Itto a un duelo, ya que había visto la escena del crimen. Los demás mercenarios lo intentan atacar, pero Ittō los derrota. El ronin acepta el desafío de Kanbei, pero cuando desenfundan sus katanas declara que es un empate. Según Ittō, un verdadero samurái merece permanecer con vida, y se va junto a Daigoro.
Mientras se hospedan en un pueblo, Ittō y Daigoro conocen a una mujer, quien había sido vendida contra su voluntad para ejercer la prostitución. La mujer mató a su proxeneta y busca refugio en la habitación del ronin, ya que las autoridades la están buscando. Ittō permite que la mujer se esconda en su habitación, pero es descubierta por unos yakuza. Los yakuza son liderados por una mujer llamada Torizo (Yuko Hamada), quien amenaza al ronin con una pistola y le explica que la mujer había sido comprada por uno de los miembros de su clan, y les pertenece. En vez de entregarla, Ittō decide someterse a varias torturas para que los yakuza dejen ir a la mujer.
Aunque los yakuza dejan ir a la mujer, Torizo le dice a Ittō que el asunto del asesinato del proxeneta aún no se ha solucionado, y le pide que los ayude con una misión. La tarea consiste en asesinar a un gobernador corrupto llamado Sawatari Gemba (Isao Yamagata). El ronin se enfrenta primero a los guardias personales del gobernador, incluyendo a un pistolero que logra derrotar utilizando a Daigoro como distracción. Ante esto, el gobernador envía a sus hombres a matar a Ittō, con lo cual pretende obtener el respeto y confianza del shogun.
Itto es emboscado por un ejército de guerreros enviado por el gobernador. Aunque es superado en número, el ronin se enfrenta a todos ellos con la ayuda del coche de su hijo, el que ha implementado con varias armas secretas, incluidos explosivos y armas de fuego. Tras derrotar a los guerreros, Ittō es atacado por Gemba, quien lo intenta matar con una pistola. Sin embargo, el ronin logra derrotarlo utilizando las pistolas que había sustraído anteriormente al guardia del gobernador. Tras el enfrentamiento,  unos miembros del clan Yagyu felicitan a Ittō por su valentía, pero le advierten que no podrá escapar de ellos.
El ronin vuelve a encontrarse con Kanbei, quien lo reta nuevamente a un duelo. Ittō acepta, y logra derrotarlo. Mientras agoniza, Kanbei le pregunta al ronin qué es lo que caracteriza a un verdadero guerrero. Ittō le responde que el verdadero guerrero debe vivir a través de la muerte. Por último, Kanbei le solicita a Ittō que lo ayude a realizar el seppuku, ante lo cual accede. La película termina con el ronin y Daigoro continuando su viaje.

## Reparto
- Tomisaburo Wakayama ... Ogami Ittō
- Akihiro Tomikawa ... Ogami Daigoro
- Go Kato ... Kanbei
- Yuko Hamada ... Torizo
- Isao Yamagata ... Sawatari Gemba